# Anales de Valinor
«Anales de Valinor» (originalmente en inglés, «Annals of Valinor») es el título que recibe una obra del escritor británico J. R. R. Tolkien que recoge una cronología de los acontecimientos más importantes que ocurrieron en el período de su legendarium conocido como las Edades de las Lámparas y de los Árboles. Fue escrita a principios de los años 1930 y revisada a finales de esta misma década, siendo publicada muchos años después por Christopher Tolkien, tercer hijo del autor y principal editor de sus obras tras su fallecimiento, en La formación de la Tierra Media (1986) y en El camino perdido y otros escritos (1987). Tras finalizar la composición de la novela El Señor de los Anillos a principios de los años 1950, J. R. R. Tolkien revisó en una tercera ocasión los «Anales de Valinor», convirtiéndolos en una nueva obra a la que tituló «Anales de Aman».
La primera versión de los «Anales de Valinor» comprende un manuscrito de nueve páginas escritas a tinta, con bastantes correcciones y cambios realizados de forma no muy posterior a la composición original de la obra. Por el contrario, la segunda versión es un manuscrito más fluido y legible, sin apenas correcciones.